# Eraniel
Eraniel là một thị xã panchayat của quận Kanniyakumari thuộc bang Tamil Nadu, Ấn Độ.

## Địa lý
Eraniel có vị trí 8°12′B 77°18′Đ / 8,2°B 77,3°Đ Nó có độ cao trung bình là 10 mét (32 feet).

## Nhân khẩu
Theo điều tra dân số năm 2001 của Ấn Độ, Eraniel có dân số 9554 người. Phái nam chiếm 50% tổng số dân và phái nữ chiếm 50%. Eraniel có tỷ lệ 82% biết đọc biết viết, cao hơn tỷ lệ trung bình toàn quốc là 59,5%: tỷ lệ cho phái nam là 84%, và tỷ lệ cho phái nữ là 80%. Tại Eraniel, 9% dân số nhỏ hơn 6 tuổi.